# モハメド・ラビウ
モハメド・ラビウ（Mohammed Rabiu 、1989年12月31日 - ）は、ガーナ・アクラ出身のプロサッカー選手。元サッカーガーナ代表。ポジションはMF。

## 経歴

### クラブ
リバティ・プロフェッショナルズFCで育成された。海外移籍が可能となる2008年1月31日にジムナスティック・タラゴナに移籍。5月18日のセビージャ・アトレティコ戦で移籍後初出場を果たしたが、半年で退団しヘレスCDに加入した。
2009年8月7日、リバティからレンタルでUCサンプドリアに移籍、ユースチームでプレーした。シーズン終了後、今度はウディネーゼ・カルチョに移籍。
2010年8月4日、レンタルでエヴィアン・トノン・ガイヤールFCに加入。10月17日に加入後初出場を果たすと、シーズン終了までに10試合に出場した。2011年6月28日、エヴィアンに完全移籍し5年契約を結んだ。
2013年8月22日、FCクバン・クラスノダールに260万ユーロで移籍。
2016年8月16日、FCアンジ・マハチカラに移籍。2016–17シーズン前半は負傷のため全く出場機会が無く、12月30日に登録を抹消されてしまった。2017年2月6日、FCディナモ・モスクワがトライアウトに招待する意向を示したが、負傷が長引いていることもあり結局トライアウトは実現しなかった。登録期限の2017年2月24日になっても再登録は行われず、2016-17シーズンを丸々棒に振った。負傷から回復した後、2018年7月23日にFCアンジ・マハチカラと再契約した。
2019年2月23日、クリリヤ・ソヴェトフ・サマーラに移籍した。

### 代表
ユースレベルではU-20代表の一員としてアフリカユース選手権予選に参加した。
2008年、母国開催のアフリカネイションズカップ2008暫定リストで代表初招集を受けたが、最終リストからは外れた。

## 代表歴

### 出場大会
- ガーナ代表
  - 2014 FIFAワールドカップ

### 試合数
- 国際Aマッチ 31試合 0得点（2011年-2015年）[17]

| ガーナ代表 | 国際Aマッチ | 国際Aマッチ |
| 年         | 出場        | 得点        |
| ---------- | ----------- | ----------- |
| 2011       | 1           | 0           |
| 2012       | 1           | 0           |
| 2013       | 13          | 0           |
| 2014       | 11          | 0           |
| 2015       | 5           | 0           |
| 通算       | 31          | 0           |

## タイトル
エヴィアン
- リーグ・ドゥ: 2010-11

U-20ガーナ代表
- FIFA U-20ワールドカップ: 2009